# Petrivka, Mașivka
Petrivka (în ucraineană Петрівка) este un sat în comuna Sahnivșciîna din raionul Mașivka, regiunea Poltava, Ucraina.

## Demografie
Componența lingvistică a localității Petrivka
     Ucraineană (95,16%)
     Rusă (4,84%)
Conform recensământului din 2001, majoritatea populației localității Petrivka era vorbitoare de ucraineană (95,16%), existând în minoritate și vorbitori de rusă (4,84%).